# Gregor Aichinger
Gregor Aichinger (probablement né à Ratisbonne en 1564 ou 1565 - mort à Augsbourg le 21 janvier 1628) est un compositeur allemand de la Renaissance tardive.

## Biographie

### Naissance et famille
On ne sait apparemment rien ou presque sur son enfance, si ce n'est qu'il a suivi des études à Ingolstadt (1578-1584 environ). Il a aussi été élève de Roland de Lassus à Munich.

### Augsbourg
Vers 1601, il est engagé par Jacob I Fugger (1542-1598) en tant qu'organiste à l'église Saint-Ulrich d'Augsbourg. En 1601, après un séjour en Italie, il revient à Augsbourg, où il devient chanoine et organiste.

### Italie
Aichinger a effectué plusieurs voyages en Italie. En 1584, et jusqu'en 1588, il prend, à Venise, des cours avec Giovanni Gabrieli, dont il est un des premiers élèves. En 1599, il repart vers Rome, Pérouse et Venise, pour deux ans.

### Mort, renommée et œuvre
La pierre tombale de Gregor Aichinger se trouve dans la cathédrale d'Augsbourg, ville où il est mort le 21 janvier 1628.
Gregor Aichinger est considéré comme le meilleur compositeur allemand de son époque. Il a contribué à la généralisation de la basse continue, où les d'accords sont indiqués sous forme de chiffrages, et il a introduit en Allemagne les Nuove musiche (en) (« Musiques nouvelles ») d'Italie, du nom des recueils de madrigaux publiés par Giulio Caccini en 1601-1602.